# 太陽の季節
『太陽の季節』（たいようのきせつ）は、石原慎太郎の短編小説。裕福な家庭に育った若者の無軌道な生活を通して、感情を物質化する新世代を描いた作品で、石原の出世作である。ストーリーが倫理性に欠けることで、発表されるや文壇のみならず一般社会にも賞賛と非難を巻き起こした。
1955年（昭和30年）、文芸雑誌『文學界』7月号に掲載され、第1回（1955年度）文學界新人賞を受賞。翌年1956年（昭和31年）1月23日には、第34回（1955年下半期）芥川龍之介賞を受賞。単行本は1956年（昭和31年）3月15日に新潮社より刊行された。文庫版は新潮文庫で刊行されている。

## 作品成立・概要
ストーリーは石原慎太郎の弟・石原裕次郎が、ある仲間の噂話として慎太郎に聞かせた話が題材になっているという。また、文芸誌に発表した処女作『灰色の教室』にも、本作の題材になった話が1エピソードとして収録されている（ただし、登場人物の名前は異なる）。石原は後年、本作を書くに当たり「インモラルという人間にとってはいわば永遠の主題を、現代のアンファン・テリブルにかぶせて書いたら大人たちは少しはどきりとするだろうと思った」と自らの小説『弟』の中で語っている。
文學界新人賞に応募する際、石原は「出だしの外連で相手の目を引きつけるため」として、作品の冒頭にシモーヌ・ド・ボーヴォワールの書いたマルキ・ド・サドの作品についての評論の一節をエピグラフとして付けていたが、賞の選考段階で選考委員から「エピグラフを外したらどうか」という意見が出たため、石原が『文學界』の編集部に呼ばれ、編集長から「エピグラフを外した方が良い」と告げられると、石原は「エピグラフを付けた効果はあった」と判断して外すことに同意し、エピグラフを外した形で受賞が決定した。
雑誌掲載時、題名の横に、「健康な無恥と無倫理の季節! 眞の戦後派青年像は生れた」というキャッチコピーが付され、単行本が刊行されると芥川賞受賞も相まり、ベストセラーとなった。なお、この時代は神武景気といわれる好景気で、1956年（昭和31年）度の「経済白書」には、「もはや戦後ではない」という文言が記された時代であった。単行本・文庫本を合わせた現在までの発行部数は100万部を越える。
1956年（昭和31年）5月に映画化され人気を博すが、その内容が問題になり、制作者の内部機関だった「映画倫理規程管理委員会」が外部の第三者も参加する「映画倫理管理委員会」（現・映画倫理委員会）と改められるきっかけとなる。
石原が幼少期を過ごした神奈川県逗子市の逗子海岸には、「太陽の季節 ここに始まる」という彼の自筆が入ったモニュメントが建立されている。
2002年（平成14年）にはTBSテレビによってテレビドラマ化されたが、ストーリーは小説と全く異なる。

## あらすじ
高校生・津川竜哉はバスケット部からボクシング部に転部し、ボクシングに熱中しながら部の仲間とタバコ・酒・バクチ・女遊び・喧嘩の自堕落な生活を送っている。
ある日、竜哉は街でナンパした少女の英子と肉体関係を結び、英子は次第に竜哉に惹かれていく。だが竜哉は英子に付き纏われるのに嫌気がさし、英子に関心を示した兄・道久に彼女を5千円で売りつける。それを知った英子は怒って道久に金を送り付け、3人の間で金の遣り取り（契約）が繰り返される。
ところが英子が竜哉の子を身籠ったことがわかり、妊娠中絶手術を受ける。手術は失敗し英子は腹膜炎を併発して死亡した。葬式で竜哉は英子の自分に対する命懸けの復讐を感じ、遺影に香炉を投げつけ、初めて涙を見せた。竜哉は学校のジムへ行き、パンチングバッグを打ちながら、ふと英子の言った言葉を思い出した。「何故貴方は、もっと素直に愛することが出来ないの」。竜哉はその瞬間見えた英子の笑顔の幻影を夢中で殴りつけた。

## 文學界新人賞・芥川賞の選評
『太陽の季節』は受賞作にはなったものの、選考委員の評価は必ずしも高いとは言えず､反倫理的な内容についても評価が分かれた。作品にみなぎる若々しい情熱が評価され激賞される一方で、同時に賛成派からも、文章の稚拙さや誤字があるなど多くの欠点が指摘されている。
文學界新人賞の選評者5名中、賛成派が伊藤整、井上靖、武田泰淳の3名。反対派が平野謙、吉田健一の2名。芥川賞の選評者9名中、賛成派が舟橋聖一、石川達三、井上靖の3名。しぶしぶ支持派が瀧井孝作、川端康成、中村光夫の3名。強固な反対派が佐藤春夫、丹羽文雄、宇野浩二の3名であった。
なお、文藝春秋社の内部からも否定的な声があがり、当時『文學界』の編集者だった尾関栄は、「編集部員の一人が熱烈に支持したので、芥川賞候補にノミネートしたが、個人としては好きになれなかった。性器で障子を破るシーンにしても、武田泰淳さんの『異形の者』のなかにすでに同様の場面があり、賞に値するかどうかで相当迷った」と回想している。刊行本が文藝春秋からでなく新潮社になったのも、当時、文藝春秋出版部長だった車谷弘が、「俺の目の黒いうちはこんなものは出せん」と出版を許さなかったからだと、同社元専務の西永達夫が語っている。

### 賛成派
伊藤整は、「いやらしいもの、ばかばかしいもの、好きになれないものでありながら、それを読ませる力を持っている人は、後にのびる」と推奨し、武田泰淳は、「彼は小説家より大実業家になるかも知れない」と述べている。
石川達三は、「欠点は沢山ある。気負ったところ、稚さの剥き出しになったところなど、非難を受けなくてはなるまい」、「倫理性について〈美的節度〉について、問題は残っている。しかし如何にも新人らしい新人である。危険を感じながら、しかし私は推薦していいと思った」とし、「この作者は今後いろいろな駄作を書くかも知れない。私はむしろ大胆に駄作を書くことをすすめたい。傑作を書こうとする意識はこの人の折角の面白い才能を萎縮させるかも知れない」と述べている。
舟橋聖一は、「この作品が私をとらえたのは、達者だとか手法が映画的だとかいうことではなくて、一番純粋な〈快楽〉と、素直に真っ正面から取り組んでいる点だった」とし、「彼の描く〈快楽〉は、戦後の〈無頼〉とは、異質のものだ」と評している。また、「佐藤春夫氏の指摘したような、押しつけがましい、これでもか、これでもかの、ハッタリや嫌味があっても、非常に明るくはっきりしているこの小説の目的（#反対派）が、それらの欠陥を補ってあまりあることが、授賞の理由である」と述べている。
井上靖は、「その力倆と新鮮なみずみずしさに於て抜群だと思った」とし、「問題になるものを沢山含みながら、やはりその達者さと新鮮さには眼を瞑ることはできないといった作品であった」、「戦後の若い男女の生態を描いた風俗小説ではあるが、ともかく一人の―こんな青年が現代沢山いるに違いない―青年を理窟なしに無造作に投げ出してみせた作品は他にないであろう」と述べている。

### 消極的支持派
瀧井孝作は、「小説の構成組立に、たくみすぎ、ひねりすぎの所もあるが、若々しい情熱には、惹かれるものがあった。これはしかし読後、“わるふざけ”というような、感じのわるいものがあったが、二月号の『文學界』の『奪われぬもの』というスポーツ小説は、少し筆は弱いけれど、まともに描いた小説で、これならまあよかろうと思った」とし、「この作家は未だ若くこれからだが、只、器用と才気にまかせずに、尚勉強してもらいたい、と云いたい」と注文を出している。
中村光夫は、「未成品といえば一番ひどい未成品ですが、未完成がそのまま未知の生命力の激しさを感じさせる点で異彩を放っています」と述べつつも、「常識から云えば、この文脈もところどころ怪しい。〈丁度〉を〈調度〉と書くような学生に芥川賞をあたえることは、少なくも考えものでしょう」と誤字を指摘し、「石原氏への授賞に賛成しながら、僕はなにかとりかえしのつかぬむごいことをしてしまったような、うしろめたさを一瞬感じました」、「しかしこういうむごさをそそるものがたしかにこの小説にはあります。おそらくそれが石原氏の才能でしょう」と述べている。
川端康成は、「私は『太陽の季節』を推す選者に追随したし、このほかに推したい作品もなかった」とし、「第一に私は石原氏のような思い切り若い才能を推賞することが大好きである」、「極論すれば若気のでたらめとも言えるかもしれない。このほかにもいろいろなんでも出来るというような若さだ。なんでも勝手にすればいいが、なにかは出来る人にはちがいないだろう」と述べている。

### 反対派
吉田健一は、「体格は立派だが頭は痴呆の青年の生態を胸くそが悪くなるほど克明に描写した作品」と酷評し、「ハード・ボイルド小説の下地がこの作品にはある」とした上で、「その方を伸ばして行けば、『オール讀物』新人杯位まで行くことは先づ請け合へると思ふ」と述べている。
平野謙は、「私などの老書生にはこういう世界を批評する資格がない」とさじを投げた。
丹羽文雄は、「若さと新しさがあるというので、授賞となったが、若さと新しさに安心して、手放しで持ちあげるわけにはいかなかった。才能は十分にあるが、同時に欠点もとり上げなければ、無責任な気がする」とし、「プラス・マイナスで、結局推す気にはなれなかった。私には何となくこの作品の手の内が判るような気がする」と述べている。
佐藤春夫は、「反倫理的なのは必ずも排撃はしないが、こういう風俗小説一般を文芸として最も低級なものと見ている上、この作者の鋭敏げな時代感覚もジャナリストや興行者の域を出ず、決して文学者のものではないと思ったし、またこの作品から作者の美的節度の欠如を見て最も嫌悪を禁じ得なかった」とし、「これでもかこれでもかと厚かましく押しつけ説き立てる作者の態度を卑しいと思ったものである。そうして僕は芸術にあっては巧拙よりも作品の品格の高下を重大視している。僕にとって何の取柄もない『太陽の季節』を人々が当選させるという多数決に対して、僕にはそれに反対する多くの理由はあってもこれを阻止する権限も能力もない」と投げやりになりながら、「僕はまたしても小谷剛を世に送るのかとその経過を傍観しながらも、これに感心したとあっては恥しいから僕は選者でもこの当選には連帯責任は負わないよと念を押し宣言して置いた」と批判している。
宇野浩二は、「読みつづけてゆくうちに、私の気もちは、しだいに、索然として来た、味気なくなって来た」とし、「仮に新奇な作品としても、しいて意地わるく云えば、一種の下らぬ通俗小説であり、又、作者が、あたかも時代に（あるいはジャナリズム）に迎合するように、（中略）〈拳闘〉を取り入れたり、ほしいままな〈性〉の遊戯を出来るだけ淫猥に露骨に、（中略）書きあらわしたり、しているからである」と批判している。

## 作品評価・解釈
『太陽の季節』は発表当時、新しい風俗として話題作となり、賛否両論で文壇を賑わせたが、文学的な観点からの本格的な論究はあまり多くはない。この件について、奥野健男は文庫版の解説の中で「既成の文学者たちが、先入観を持ってこの作品を否定的に眺め、まともに取り上げようとしなかったため」と分析している。「新しい風俗」とされたことについても奥野は「このような風俗は昔から避暑地にはざらに転がっていた。ただ世間も作家もそれを知らなかっただけ」としている。
山本健吉は、「スポーツ青年の無道徳な生態」を描いた『太陽の季節』について、以下のように評している。
村松剛は、三島由紀夫の『沈める滝』のドライ青年の主人公・昇が、その3か月後発表の『太陽の季節』の主人公の先駆的存在となっているとし、三島の文体が石原に影響したことを指摘している。
『太陽の季節』が発表された時期、三島由紀夫は随筆の中で、学生や学校を卒業したばかりの人の中にもいる「通人」が、その知識を披露する時に能弁になり、無意識に「不自然な老い」を装う傾向となり、かつて自分自身も「学生文学通的文章」を書いていたため、そういった「若い趣味人」の文章に出会うと恥ずかしい思いがあると語り、「学生にふさはしい趣味は、おそらくスポーツだけであらう。そして学生にふさはしい文章は、その清潔さにおいて、アスリート的文章だけであらう。どんなに華美な衣裳をつけてゐても、下には健康な筋骨が、見え隠れしてゐなくてはならない」と考察しながら、「最近私は、『太陽の季節』といふ学生拳闘選手のことを書いた若い人の小説を読んだ。よしあしは別にして、一等私にとつて残念であつたことは、かうした題材が、本質的にまるで反対の文章、学生文学通の文章で、書かれてゐたことであつた」と評している。
また『太陽の季節』発表5年後に三島はこれを本格解説し、あらためて読み返すと、多くのスキャンダルを捲き起した作品にもかかわらず、「純潔な少年小説」、「古典的な恋愛小説」としてしか読めないことに驚いたとし、「『太陽の季節』の性的無恥は、別の羞恥心にとつて代られ、その徹底したフランクネスは別の虚栄心にとつて代られ、その悪行は別の正義感にとつて代られ、一つの価値の破壊は別の価値の肯定に終つてゐる。この作品のさういふ逆説的性格が、ほとんど作者の宿命をまで暗示してゐる点に、『太陽の季節』の優れた特徴がある」と評しながら、極度に「〈愛〉といふ観念」を怖れる竜哉は、「〈愛〉といふ観念」に奉仕するため恋愛をする「ロマンチック文学の恋人たち」とは逆だが、それはオクターヴ（スタンダールの『アルマンス』の主人公）が不能のために「〈愛〉といふ観念」を怖れるのと同様、男女関係の進行過程に、「いやでも〈愛〉が顔を出さなければならぬといふ強迫観念」を読者に与え、それは一般的な恋愛小説の主人公が「〈心ならずも〉愛するにいたるサスペンス」と同じで、『太陽の季節』では、「英子の死」により、「〈愛〉はあからさまにその顔を現はす」と説明し、「ここに小説家の工みがあるけれど、こんな救ひのために、『太陽の季節』は作品として本質的な恐怖をもたらさない」とし、その代りに竜哉の「たえざる恐怖」が深い印象を与えると解説している。
また、一定の系列がある「竜哉の恐怖の対象」は、「情熱の必然的な帰結である退屈な人生」と、「情熱が必然的な帰結を辿らなかつたときの、人生と共に永い悔恨」の二つで、「この二つのどちらか一つを、人は選ぶやうに宿命づけられてゐる」と三島は説明し、『太陽の季節』が「夏の短かいさかりのやうな強烈で迅速な印象」を与えたのは、この二つの「恐怖」に対する青年層の共感があり、象徴的意味を看取したためで、竜哉が「〈愛〉の観念の純粋性」を救うためには、「愛の対象」（英子）が死に、竜哉自身は「悔恨」に沈まなければならず、竜哉が「〈愛〉の観念」を全面的に受け入れるなら、「世俗に屈服」し、古い慣習的な象徴であるところの〈丹前をはだけ〉て子供を抱かなければならないという、「観念的な図式」が明確に作品に示されていると解説している。また、作者・石原が意図した、その観念的図式の構成とは無関係に、竜哉が別の顔を見せる細部の美しい挿話について、以下のように評している。
さらに三島は、『太陽の季節』はスキャンダラスどころか、「つつましい羞恥にみちた小説」ではないかと提起し、障子紙を破って突き出される男根の場面も、「中年の図々しい男なら、そのまま障子をあけて全身をあらはす筈」だとし、英子の愛に素直になれない竜哉の「羞恥」について以下のように解説している。
そして、その「〈愛〉の不可能と〈現実〉との関はり合ひ」という石原の「もつとも大切な主題」は、のちに発展して秀作『亀裂』を生むと三島は解説している。
中森明夫は、『太陽の季節』の主人公・竜哉の「心性」は、「〈おたく〉（個に自閉して、他者性を欠いた心性のありようの総体）」の「メンタリティー」と極めて近く、それはいわば、「もてる〈おたく〉、アクティブな〈おたく族〉」と呼べるかもしれないとし、「〈おたく〉の誕生は豊かな社会―すべて（物質的に）満たされている、ゆえに個に引きこもり、他者性を欠いて、決して（精神的に）満たされることのない社会―という存在条件が不可欠」であるゆえに、「『太陽の季節』の主人公の心性と存在環境は、〈おたく〉の誕生に三十年は先行していたとも言える」と考察している。また中森は、オウム真理教による地下鉄サリン事件（「おたく世代のテロ犯罪」とも呼ばれた）の、「すべて満たされている、ゆえに変化のない日常の息苦しさに耐えられず、世界破壊を夢見る若者たちが現れる―という透視図」は、1950年代後半の石原慎太郎の『亀裂』と、三島由紀夫の『鏡子の家』、1960年のフェデリコ・フェリーニ監督の『甘い生活』にすでに先見的に描かれていたと分析している。

## 太陽族と映倫
『太陽の季節』の芥川賞受賞を受けて『週刊東京』誌で行なわれた石原慎太郎と大宅壮一の対談で、大宅が「太陽族」との言葉を用いたことから、特に夏の伊豆〜湘南の海辺や上高地で無秩序な行動をとる享楽的な若者（慎太郎刈りにサングラス、アロハシャツの格好をした男性の不良集団）のことを指す言葉として流行語化した。なおアロハシャツとサングラスは以前のアロハ族（アプレ族）より引き継がれている。
なお太陽族の女性はスカートやワンピースの下にペチコートを履いた落下傘スタイルとなっており、こちらもアプレ族の延長となっていたとされる。
また、本作の映画化に続き制作された、同じく石原慎太郎原作の『処刑の部屋』（1956年6月公開）、『狂った果実』（1956年7月公開）を「太陽族映画」と称して、未成年者の観覧を禁止するなどの自主規制が各地で実施され、社会現象ともなった。この「太陽族映画」規制の問題は、映画業界以外の第三者を加えた、現在の映画倫理委員会（映倫）が作られるきっかけとなった。
規制の背景として「太陽族映画」を観て影響を受けたとして、青少年が強姦や暴行、不健全性的行為など様々な事件を起こし社会問題化した ことが挙げられる。

## 映画
1956年（昭和31年）の日活作品。ストーリーは原作にほぼ忠実。なお、原作者の弟である石原裕次郎が脇役として出演しており、これがデビュー作であった。裕次郎はもともと原作に登場する文化風俗などを兄に代わってアドバイスする考証スタッフとして関わっていたが、役者の数が足りなくなったため急遽出演することになったという。
この映画は、長門裕之と南田洋子が結婚するきっかけともなった。

### キャスト
- 津川竜哉 - 長門裕之
- 武田英子 - 南田洋子
- 津川道久 - 三島耕
- 津川洋一 - 清水将夫
- 津川稲代 - 坪内美詠子
- 江田 - 佐野浅夫
- バンドマスター - 岡田眞澄
- 伊豆 - 石原裕次郎
- サッカー選手 - 石原慎太郎
- 深江章喜

### スタッフ
- 監督 - 古川卓巳
- 製作 - 水の江瀧子
- 音楽 - 佐藤勝

## アニメ
- 青春アニメ『太陽の季節』（日本テレビ）
  - 1986年（昭和61年）9月19日 金曜日 19:00 - 19:30
  - 脚本：永原秀一。総監督：黒川文男。演出：石黒昇。音楽：山本純ノ介。製作：本橋浩一。
  - 主題歌：ダ・カーポ「青春は舟」「ため息」（作詞：なかにし礼。作曲：坂田晃一。編曲：島津秀雄）
  - ※ 「アニメ文学館」（全15巻）の第4巻（田中英光『オリンポスの果実』と合わせて）としてビデオ（VHS、DVD）発売。

### キャスト
- 和泉英子 - 石田えり
- 津川竜哉 - 矢尾一樹
- 津川道久 - 森功至
- 江田 - 堀内賢雄
- 西村 - 西村知道
- 松本 - 小野健一
- サリー - 横尾まり
- 幸子 - 富沢美智恵
- 由紀 - 堀越真己

## テレビドラマ
2002年7月7日から9月15日まで毎週日曜日21:00 - 21:54に、TBS系列の「東芝日曜劇場（現・日曜劇場）」枠で放送された、同枠初のハイビジョン制作作品。
石原の小説から題名と一部の登場人物の名前だけを頂いた物で、内容は全くのオリジナル作品。銀行に融資を打ち切られて自殺に追い込まれた父の仇をとるため、その銀行家の息子からすべてを奪おうとする主人公・竜哉の復讐劇と、交差点で偶然出会った足に障害を持つ少女・英子との切ない恋愛を描く。
このドラマを最後に東芝がスポンサーを降り（2009年10月クールの「JIN-仁-」より、複数スポンサーの一社として復帰）、東芝日曜劇場は「日曜劇場」と名称を変更した。

### キャスト
- 年齢は公式サイトにて[23]

#### 主要人物
津川竜哉〈20〉
演 - 滝沢秀明（小学生時：薮宏太）
慶徳大学3年生。父は借金を抱えて倒産の末、自殺。以来母親の手で育てられた。竜哉はバイトで家計を助けながら必死で勉強。奨学金を獲得して、都内有数の私立大学・慶徳大学経済学部に進学する。
父は気が優しく、真面目で正義感にあふれていたが、人に騙され、悲惨な最期を迎えた。だからこそ、自分は父のようにはなりたくない。人生の勝ち組になってやる。そう心に誓った竜哉は、自分も裕福な息子だと偽り、慎二ら内部生に近づいていく。
全てを持っている慎二に嫉妬し、慎二の婚約者であり小宮山グループ令嬢の由紀に近づくが、ある日、英子と出会い、自分を理解してくれる彼女に安心感を覚えるようになる。
和泉英子〈20〉
演 - 池脇千鶴
ピアニスト・和泉響子の娘として生まれてきた英子。幼いころから響子によるピアノのレッスンを受けたが才能のなさゆえに、ピアニストになることを断念。
そんな英子の楽しみは、家で子供たちにピアノを教えること。そして、作曲をすることだった。そんなある日、竜哉と出会った英子は彼の本来の姿を見抜き、一途に竜哉を愛するようになる。
川野耕平〈20〉
演 - 岡田義徳（小学生時：堀沢憲己）
慶徳大学1年生で、大学の駅伝部に所属。竜哉の幼なじみ。唯一竜哉の過去を知る男。
小学生の時、いじめられっ子だった耕平をかばってくれたのが竜哉で、以来二人は無二の親友となるが、中学の途中で耕平は転校してしまう。走ることが好きで、将来ランナーを目指し、駅伝の強い慶徳大学の体育推薦を目指すが失敗。2浪の末、入学した。大学で再会した竜哉は別人のように冷たく、耕平との過去を否定する。
佐原慎二〈20〉
演 - 高岡蒼佑
慶徳大学3年生。若葉銀行頭取の次男で仲間内でもナンバーワンの家柄。
世間知らずの苦労知らずで温室育ちゆえ、人を疑うことを知らず、竜哉のことも全く疑うことなく、本当の友達だと思っている。そして、竜哉が由紀を奪おうとしていることにも気付いていない。
小宮山由紀〈20〉
演 - 松本莉緒
桜女学院文学部3年生。慎二の幼なじみであり婚約者。小宮山不動産の社長令嬢で成金の一人娘。
慎二から竜哉を紹介され、どこか陰のある、強引な竜哉にどんどん惹かれてゆく。

#### 竜哉と英子の関係者
津川路子〈48〉
演 - 宮崎美子
竜哉の母。夫とは恋愛結婚し、幸せな結婚生活を送っていた。しかし、夫が借金を残したまま自殺。
相続放棄した路子は、息子・竜哉を連れて夫と暮らした町を後にして故郷に戻った。以来、女手ひとつで竜哉を育て上げる。
津川伊織
演 - 吹越満
竜哉の父。故人。小さなプレス工場を細々と経営していた。家族思いで気が優しく、正義感あふれた理想の父親だった。
しかし、工場の経営に失敗、資金繰りが悪化してしまう。竜哉が小学4年生の時、二人を残して自殺を遂げる。
平野民代〈38〉
演 - 高橋ひとみ
和泉家に使える住み込みの家政婦。響子に憧れ、少しでもそばにいたくて和泉家の家政婦を志望した。ゆえに主人の響子には絶対服従である一方、その娘の英子に対しては非常に厳格。
和泉響子〈46〉
演 - 松坂慶子
英子の母。かつては注目されたピアニストだったが、最近では世間の辛らつな批評と自分の能力の限界に苦しんでいる。
ストイックな響子が立った一度だけ激しい恋に落ちた。だが、男は響子の元から去っていった。妊娠していた響子はたった一人で子供を産み育てることを決意する。
英子の右足が事故で不自由になってしまったことに責任を感じ、必要以上に過保護になる。

#### 慶徳大学
本城直人〈20〉
演 - 忍成修吾
慶徳大学3年生。プレイボーイ、かつマメ男。携帯電話のメモリーの9割は女友達の電話番号。官僚の息子で、小学校から、慎二・吉彦・笙子たちとはずっと一緒の学校で学んできた。慎二とは特に仲がよく、唯一リスペクトしている。
しかし、竜哉の登場以降、今まで自分が占めていたポジションに竜哉を置くようになり、嫉妬とも羨みともいえる感情を抱くようになる。
小田切吉彦〈20〉
演 - 新井浩文
慶徳大学3年生。大学付属小学校からエスカレーター式に上がってきた内部生。
小田切総合病院・院長の長男で一度は医学部を目指したが、理系科目が苦手で挫折。今も追試を受けてはギリギリパスの繰り返し。慎二や直人は女にモテるのに何故か吉彦だけがモテない。
白川笙子〈20〉
演 - 石橋けい
慶徳大学3年生。大学付属小学校からエスカレーター式に上がってきた内部生。
ホテル王の一人娘で、プライドが高く独特の特権意識を持っている。慎二たちとは、男女の関係を超えた仲間意識を持っている。
大森隆夫〈19〉
演 - 森本亮治
慶徳大学一年生。駅伝部に所属し、日々練習に励んでいる。
浅野哲也〈19〉
演 - 平田竜也
慶徳大学一年生。駅伝部に所属し、日々練習に励んでいる。
内田太一〈19〉
演 - 小野健太郎
慶徳大学一年生。駅伝部に所属し、日々練習に励んでいる。
上島利久〈27〉
演 - 大倉孝二
慶徳大学駅伝部の熱血コーチ。一年生の強化訓練担当。
慶徳大学のOBで、箱根駅伝に出場した経験を持つ。夢は「慶徳大学黄金期の復活」。幽霊部員である竜哉の才能を見抜く。

#### その他
小宮山亮三〈60〉
演 - 浜田晃
小宮山不動産社長。由紀の父。由紀のことを溺愛している。
町の小さな店舗から、一代で財を成した日本有数の総合デベロッパーに育て上げた平民上がりの叩き上げ。全て自ら決めてしまう成金のワンマン社長。そのワンマン体質と単純な性格が社内にはびこり、それが最近の業績悪化につながっている。
折原要〈41〉
演 - 遠藤憲一
亮三が経営する小宮山不動産の事業部長。「湾岸再開発プロジェクト」の陣頭指揮に当たっている。
社長に能力を買われ、快調にキャリアを伸ばしてきた。実力で全てつかみ、今の地位を獲得してきた。そんなある日、昔の自分と同じ目をした青年・竜哉と出会う。
橘医師〈35〉
演 - 深江卓次
英子の担当医で十年以上英子を診ている。
村山奈美
演 - 岩下貴子
桜井あゆな〈12〉
演 - 柳英里紗
英子が教えるピアノ教室の生徒。響子と民代のことは苦手。
沢木マネージャー〈30〉
演 - 乃木涼介
響子のマネージャー。ピアニストとしての響子の人気の低下に焦りを感じている。
柴田聖美〈20〉
演 - 石田理恵
桜女学院大学3年生で由紀の友だち。
安藤はるか〈20〉
演 - 松本まりか
桜女学院大学3年生で由紀の友だち。
藤枝
演 - 森下哲夫
樋口透
演 - 池田努
佐原恒夫
演 - 浅沼晋平
佐原良江
演 - 木村翠
美佐子
演 - 大島蓉子

### スタッフ
- 脚本 - 渡邉睦月、岡本貴也
- 音楽 - 長谷部徹
- 演出 - 土井裕泰、吉田健、梶原紀尚、加藤新
- 主題歌 - 滝沢秀明「キ・セ・キ」
- スタントコーディネート - 釼持誠
- 松坂慶子 衣装デザイン - 渡辺雪三郎

### 受賞歴
- 第34回ザテレビジョンドラマアカデミー賞[24][25]
  - 主演男優賞（滝沢秀明）
  - 助演女優賞（池脇千鶴）
  - タイトルバック賞（髙田弘隆）

### 放送日程
| 話数                                                       | 放送日  | サブタイトル | 脚本              | 演出     | 視聴率 |
| ---------------------------------------------------------- | ------- | ------------ | ----------------- | -------- | ------ |
| 第1話                                                      | 7月07日 | -            | 渡邉睦月          | 土井裕泰 | 16.0%  |
| 第2話                                                      | 7月14日 | -            | 渡邉睦月          | 吉田健   | 14.8%  |
| 第3話                                                      | 7月21日 | 裏切り       | 渡邉睦月          | 吉田健   | 17.2%  |
| 第4話                                                      | 7月28日 | 母の陰謀     | 渡邉睦月          | 土井裕泰 | 11.8%  |
| 第5話                                                      | 8月04日 | 監禁         | 渡邉睦月          | 土井裕泰 | 13.3%  |
| 第6話                                                      | 8月11日 | 暴露         | 渡邉睦月          | 梶原紀尚 | 11.2%  |
| 第7話                                                      | 8月18日 | 誘惑         | 岡本貴也          | 吉田健   | 12.8%  |
| 第8話                                                      | 8月25日 | 衝撃の瞬間   | 渡邉睦月          | 加藤新   | 12.6%  |
| 第9話                                                      | 9月01日 | 決別         | 岡本貴也          | 土井裕泰 | 12.7%  |
| 第10話                                                     | 9月08日 | 転落         | 渡邉睦月          | 吉田健   | 13.2%  |
| 最終話                                                     | 9月15日 | その愛と死   | 渡邉睦月 岡本貴也 | 土井裕泰 | 14.0%  |
| 平均視聴率 13.6%（視聴率は関東地区・ビデオリサーチ社調べ） |         |              |                   |          |        |

| TBS 東芝日曜劇場                         | TBS 東芝日曜劇場                                            | TBS 東芝日曜劇場                                             |
| 前番組                                   | 番組名                                                      | 次番組                                                       |
| ---------------------------------------- | ----------------------------------------------------------- | ------------------------------------------------------------ |
| ヨイショの男 （2002年4月14日 - 6月30日） | 太陽の季節 （2002年7月7日 - 9月15日） ※ここまで東芝日曜劇場 | おとうさん （2002年10月13日 - 12月22日） ※ここから複数社提供 |

## 後の影響
1981年にはサザンオールスターズがこの作品に由来する名前のアルバム『ステレオ太陽族』をリリースし、1987年には荻野目洋子が『湾岸太陽族』をリリースした。
また2012年（平成24年）11月13日に設立された『太陽の党』は石原慎太郎前東京都知事がたちあがれ日本を改組する形で旗揚げした政党で、この作品にちなんで命名された。